# Vincent Debaty

a Compétitions nationales et continentales officielles uniquement.

b Matchs officiels uniquement.
Dernière mise à jour le 1er août 2019.
Vincent Debaty, né le 2 octobre 1981 à Woluwe-Saint-Lambert (Belgique) est un ancien joueur de rugby à XV belge naturalisé français, et international français évoluant au poste de pilier gauche. Depuis 2019, il est entraineur de la mêlée de l'Oyonnax Rugby.
Il est le frère aîné de Christophe Debaty international belge. Il est aussi le frère aîné de Kévin Debaty, ingénieur de renommée en Belgique.

## Carrière

### En club

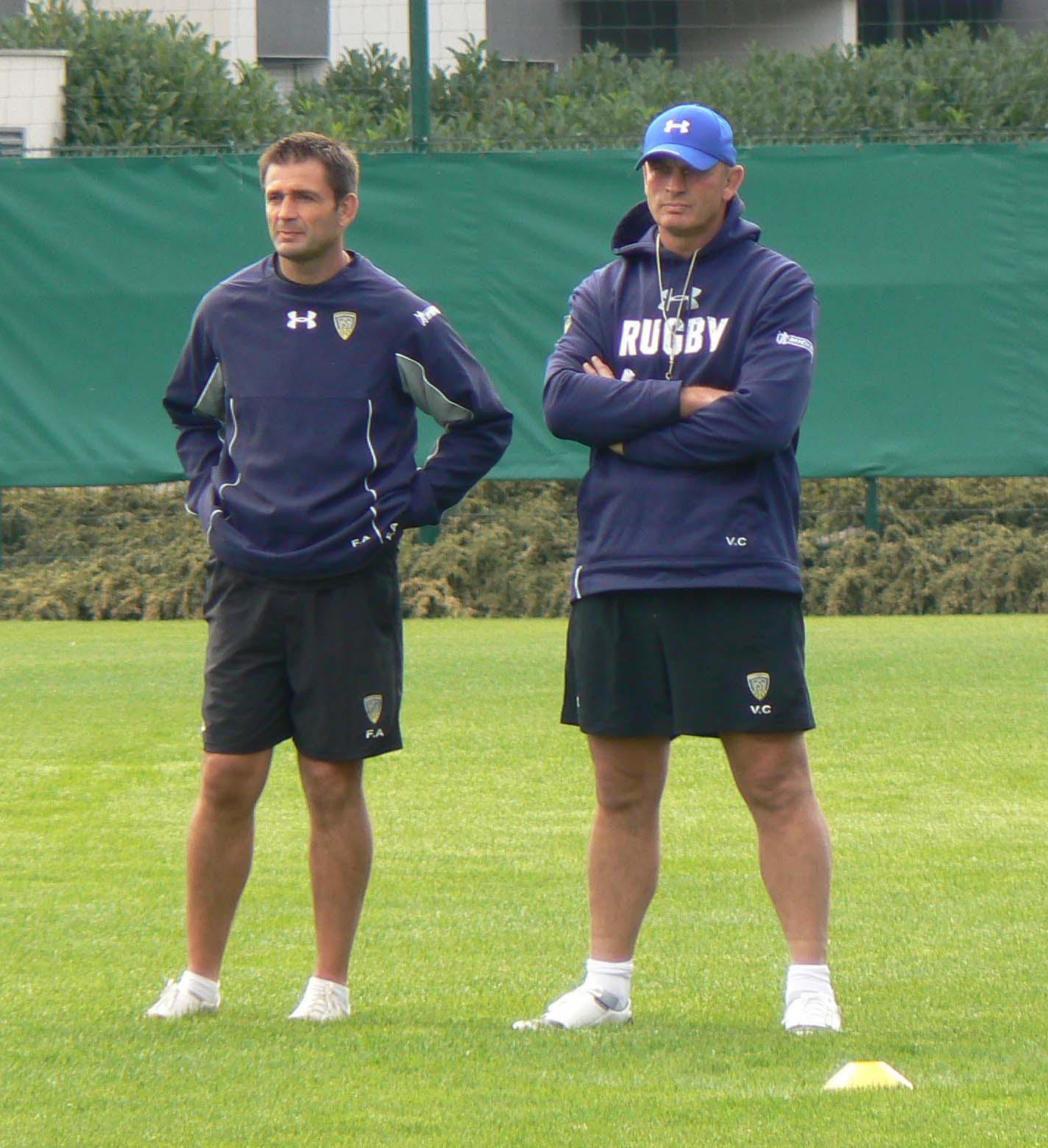
Vincent Debaty est entrainé par Vern Cotter (à droite) de 2008 à 2014 et par Franck Azéma (à gauche) de 2010 à 2017.

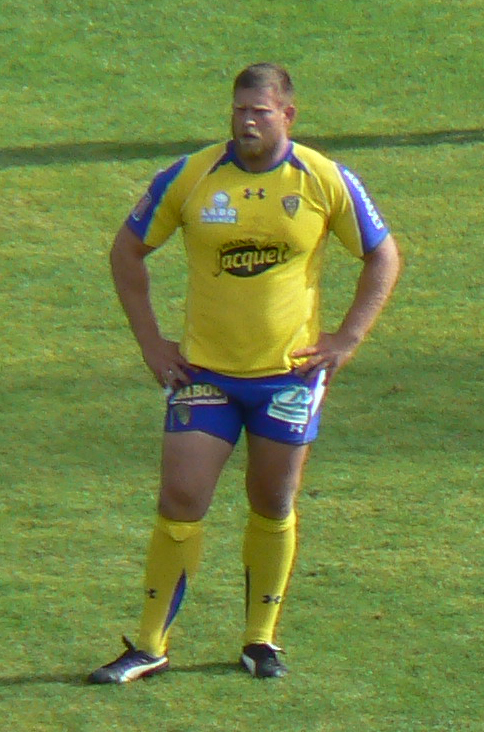
Vincent Debaty avec l'ASM Clermont Auvergne en août 2010.

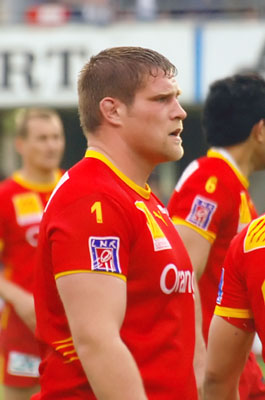
Vincent Debaty à l'USAP

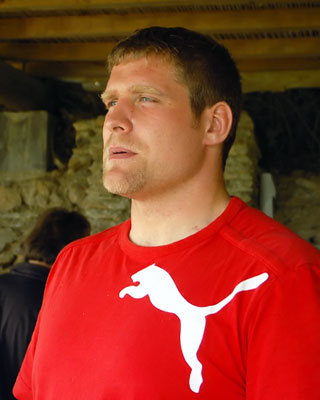
Vincent Debaty

Né en Belgique, Vincent Debaty démarre le rugby à l'âge de 15 ans au Royal Kituro Rugby Club. 
Vincent Debaty est l'un des premiers Belges à évoluer au niveau professionnel. À l'âge de 18 ans, il participe à un stage organisé à La Rochelle pour les meilleurs joueurs belges. En suivant, il signe un contrat avec le Stade rochelais. Il joue ensuite cinq ans à Perpignan avant de signer avec Agen en 2007. Il rejoint l'ASM Clermont à partir de la saison 2008-2009.
En février 2017, en fin de contrat à la fin de la saison avec l'ASM Clermont, il annonce qu'il rejoindra l'US Oyonnax à partir de la saison 2017-2018.
Il y termine sa carrière à 37 ans après la saison 2018-2019, devenant entraîneur dans le club.
- 1996-1999 : Kituro Rugby Club (Schaerbeek)
- 1999-2002 : Stade rochelais
- 2002-2007 : USA Perpignan
- 2007-2008 : SU Agen
- 2008-2017 : ASM Clermont
- 2017-2019 : US Oyonnax.

### En équipe de France
Débutant en équipe de France le 17 juin 2006 à Bucarest à l'occasion du match Roumanie-France, il obtient sa deuxième sélection en 2012, dans le cadre du Tournoi des Six Nations 2012. Il devient rapidement un joueur cadre de l'effectif du sélectionneur du XV de France Philippe Saint-André, celui-ci le faisant jouer lors des cinq rencontres du tournoi, puis lors de deux rencontres de la tournée de juin face aux Pumas argentins, et pour terminer l'année lors des trois tests de novembre, face à l'Australie, l'Argentine et les Samoas. Il est de nouveau présent lors des cinq tests du Tournoi des Six Nations 2013 et fait partie de l'effectif qui se rend en Nouvelle-Zélande affronter les All Blacks, disputant deux des trois tests. Il affronte ce même adversaire en novembre, et les Tonga. Non retenu pour les deux premiers tests du Tournoi des Six Nations 2014, il retrouve le groupe de l'équipe de France pour le match contre le pays de Galles en raison de la suspension pour deux semaines de Rabah Slimani. Il participe aux trois derniers matchs du tournoi. Il fait de nouveau partie du groupe qui se rend en tournée dans l'hémisphère sud, disputant deux rencontres face aux Wallabies.
Il fait à nouveau partie du groupe pour le Tournoi 2015. Le 21 mars, à Twickenham, il est titulaire pour le match contre l'Angleterre, perdu 55 à 35. Il inscrit ce jour-là son premier essai international. Ayant déjà dans les jambes une heure d'une rencontre exceptionnellement débridée, il vient en position d'ailier en soutien d'une magnifique percée de Nakaitaci. Il marque, après 80 mètres de course. Le 27 mars, le World Rugby décerne à cette action le titre de plus bel essai du Tournoi des six nations 2015.
Il est sélectionné pour la Coupe du Monde 2015, où il est la doublure d'Eddy Ben Arous. Après la compétition, il ne réapparaîtra plus en équipe de France.

### Avec les Barbarians
En juin 2008, il est invité avec les Barbarians français pour jouer un match contre le Canada à Victoria. Les Baa-Baas l'emportent 17 à 7.
En novembre 2014, il est sélectionné dans l'équipe des Barbarians français pour affronter la Namibie au Stade Mayol de Toulon. Les Baa-Baas l'emportent 35 à 14.
En juin 2017, il est de nouveau convoqué pour jouer avec les Barbarians français qui affrontent l'équipe d'Afrique du Sud "A" les 16 et 23 juin en Afrique du Sud.

## Style de jeu
Qualifié de véritable « colosse » par ses coéquipiers, il fait généralement office « d'impact player » en match. C'est en effet un joueur au gabarit hors norme qui possède des qualités athlétiques remarquables, notamment au niveau de sa vitesse qui sort du commun pour un joueur de première ligne. Ainsi, au cours d'un match du tournoi des Six nations contre l'Écosse en 2013, on avait pu le voir percer sur une quarantaine de mètres avant de se faire plaquer à une demi-douzaine de mètres de l'en but. 
Il n'est pas rare de le voir effectuer des plaquages destructeurs sur ses adversaires. On peut aussi le remarquer comme un joueur habile balle en main, privilégiant la puissance à la technique et ayant, là encore, un impact physique assez énorme.
C'est un pilier gauche doté d'une bonne technique balle en main et présentant une mobilité très importante pour un joueur de première ligne. Joueur extrêmement puissant, il est réputé pour ses charges dévastatrices. Ses qualités de vitesse et de puissance font qu'il est surtout utilisé dans un rôle d'impact player, aussi bien en club qu'en sélection. Lorsqu'il est remplaçant, il apparaît en seconde mi-temps pour apporter sa dimension physique vers la fin du match. Remarquable dans le jeu courant, il est en revanche perfectible en mêlée fermée. Il a cependant beaucoup travaillé ce domaine, gagnant en régularité. Capable d'évoluer à droite, il a été cité parmi les meilleurs piliers de l'année 2013.

### Statistiques
| Période   | Club            | Pays   | Championnat | Championnat | Coupe d'Europe | Coupe d'Europe | Total  | Total  |
| Période   | Club            | Pays   | Matchs      | Essais      | Matchs         | Essais         | Matchs | Essais |
| --------- | --------------- | ------ | ----------- | ----------- | -------------- | -------------- | ------ | ------ |
| 2001-2002 | Stade Rochelais | France | 5           | 1           | 0              | 0              | 5      | 1      |
| 2002-2003 | USA Perpignan   | France | 1           | 0           | 2              | 0              | 3      | 0      |
| 2003-2004 | USA Perpignan   | France | 6           | 1           | 5              | 0              | 11     | 1      |
| 2004-2005 | USA Perpignan   | France | 23          | 1           | 6              | 0              | 29     | 1      |
| 2005-2006 | USA Perpignan   | France | 18          | 0           | 6              | 1              | 24     | 1      |
| 2006-2007 | USA Perpignan   | France | 9           | 0           | 1              | 0              | 10     | 0      |
| 2007-2008 | SU Agen         | France | 21          | 2           | -              | -              | 21     | 2      |
| 2008-2009 | ASM Clermont    | France | 18          | 1           | 1              | 0              | 19     | 1      |
| 2009-2010 | ASM Clermont    | France | 24          | 1           | 5              | 1              | 29     | 2      |
| 2010-2011 | ASM Clermont    | France | 22          | 4           | 5              | 0              | 27     | 4      |
| 2011-2012 | ASM Clermont    | France | 14          | 0           | 7              | 0              | 21     | 0      |
| 2012-2013 | ASM Clermont    | France | 16          | 0           | 8              | 0              | 24     | 0      |
| 2013-2014 | ASM Clermont    | France | 18          | 0           | 8              | 1              | 26     | 1      |
| 2014-2015 | ASM Clermont    | France | 18          | 0           | 7              | 1              | 25     | 1      |
| 2015-2016 | ASM Clermont    | France | 8           | 0           | 3              | 0              | 11     | 0      |
| 2016-2017 | ASM Clermont    | France | 7           | 0           | 2              | 0              | 9      | 0      |
| 2017-2018 | US Oyonnax      | France | 13          | 1           | 2              | 0              | 15     | 1      |
| 2018-2019 | US Oyonnax      | France | 13          | 1           | -              | -              | 13     | 1      |
| 2001-2019 | Total           | Total  | 254         | 13          | 68             | 4              | 322    | 17     |

## Palmarès

### En club
Avec Clermont
- Coupe d'Europe :
  - Finaliste (3) : 2013, 2015 et 2017
- Championnat de France :
  - Champion (2) : 2010 et 2017

Avec Perpignan
- Championnat de France :
  - Finaliste (1) : 2004
- Coupe d'Europe :
  - Finaliste (1) : 2003

Statistiques
- Debaty a joué 23 matchs de Top 16 en 2004-05 et 18 matchs de Top 14 en 2005-06.
- Il a disputé 18 matchs de Coupe d'Europe de rugby avec l'USAP.

### En équipe de France

#### Sélections de jeunes
- International France A : 
  - 2 sélections en 2005 (Irlande A, Italie A).
  - 2 sélections en 2006 (Irlande A, Italie A).
- International français -21 ans : participation au championnat du monde 2002 en Afrique du Sud.
- Barbarian français en 2008 (Canada).

#### Autres sélections
En novembre 2009, il est sélectionné avec l'équipe XV Europe pour affronter les Barbarians français  au Stade Roi Baudouin à Bruxelles à l'occasion du 75e anniversaire de la FIRA – Association européenne de rugby. Les Baa-Baas l'emportent 26 à 39.

#### Senior
(mis à jour le 19 octobre 2015)
- 37 sélections[2].
- 5 points inscrits (1 essai)
- Sélections par année : 1 en 2006, 10 en 2012, 9 en 2013, 5 en 2014, 12 en 2015

En équipe de France, sa première sélection eut lieu le 17 juin 2006 pour le match France-Roumanie.
Titulaire lors du match d'ouverture du Tournoi des Six Nations contre l'Italie six ans après sa dernière sélection, il est sélectionné dix fois en 2012.
Il est par la suite régulièrement appelé, sans être un titulaire indiscutable, jouant plutôt un rôle d'« impact player », c'est-à-dire entrant dans la dernière demi-heure pour apporter un plus avec sa fraîcheur et sa puissance.

##### Tournoi des Six Nations
| Édition          | Rang | Résultats France | Résultats Debaty | Matchs Debaty |
| ---------------- | ---- | ---------------- | ---------------- | ------------- |
| Six Nations 2012 | 4    | 2 v, 1 n, 2 d    | 2 v, 1 n, 2 d    | 5/5           |
| Six Nations 2013 | 6    | 1 v, 1 n, 3 d    | 1 v, 1 n, 3 d    | 5/5           |
| Six Nations 2014 | 4    | 3 v, 0 n, 2 d    | 1 v, 0 n, 2 d    | 3/5           |
| Six Nations 2015 | 4    | 2 v, 0 n, 3 d    | 1 v, 0 n, 3 d    | 4/5           |

Légende : v = victoire ; n = match nul ; d = défaite ; la ligne est en gras quand il y a Grand Chelem.

##### Coupe du monde
| Édition         | Rang               | Résultats France | Résultats Debaty | Matchs Debaty |
| --------------- | ------------------ | ---------------- | ---------------- | ------------- |
| Angleterre 2015 | Quart de finaliste | 3 v, 0 n, 2 d    | 3 v, 0 n, 2 d    | 5/5           |

Légende : v = victoire ; n = match nul ; d = défaite.

### Distinctions personnelles
- Nuit du rugby 2023 : Meilleur staff d'entraîneur de Pro D2 (avec Joe El Abd, Fabien Cibray et Alex Codling) pour la saison 2022-2023

## Culture populaire
En 2018, l'auteur Philippe Morvan, originaire de Clermont-Ferrand et fan de l'ASM, lui adresse un clin d'œil hommage dans son roman Ours.